# Mozonte
Mozonte är en kommun (municipio) i Nicaragua med 7 886 invånare. Den ligger i den bergiga norra delen av landet i departementet Nueva Segovia, 5 kilometer öster om Ocotal, vid gränen mot Honduras. Kommunen har en omfattande tillverkning av keramik som säljs över hela landet.

## Geografi
Mozonte gränsar till kommunerna  San Fernando, Ciudad Antigua och Telpaneca i öster, Totogalpa i söder, och Ocotal och Dipilto i väster, samt till Honduras i norr. Största ort i kommunen är centralorten Mozonte med  1 853 invånare (2005).

## Historia
Mozonte är ett gammalt indiansamhälle som redan nämns 1603 i spanjorernas första taxeringslängd för Nueva Segovia.

## Natur
Den norra tredjedelen av kommunen utgörs av Naturreservatet Cordillera Dipilto y Jalapa. Där ligger Nicaraguas högsta berg, det 2107 meter höga Mogotón, på gränsen mellan Mozonte, grannkommunen San Fernando och grannlandet Honduras. Genom den södra delen av kommunen rinner floden Río Coco från väster till öster.

## Religion

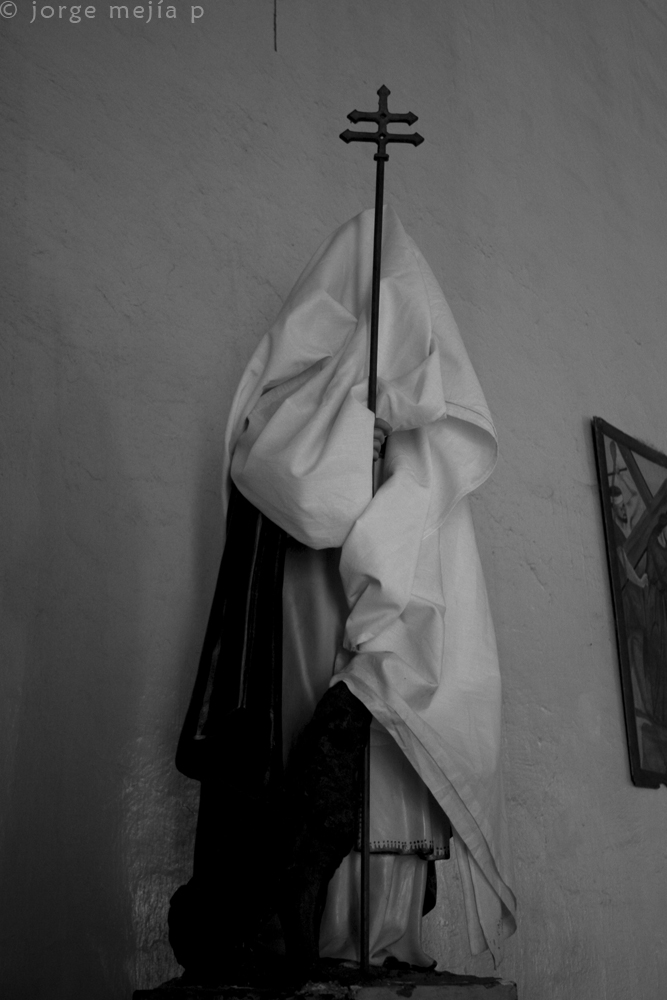
Los santos tapados

Mozonte firar sin festdag den 29 juni till minne av Sankte Per och Sankt Paulus. Mozonte har en enkel men vacker kyrka, byggd 1703, med en fin interiör med många inventarier från 1700-talet. Strax norr om centralorten, på kullen Loma Santa, ligger det ett litet vitt kapell. Dit vallfärdar folk den 12 december varje år för att bedja till Vår Fru av Guadalupe. Kapellet restaurerades 2016.

## Kända personer
- Manuel Maldonado Pastrana (1864-1945), läkare, poet, politiker [7]
- Nicolás Antonio Madrigal y García (1898-1977), präst [8]
- Miguel Ángel Ortez (1907-1931), militär, stupade i kriget mot USA's invasion[9]